# Hạ Cao
Hạ Cao (chữ Hán: 夏皋, không xác định khi qua đời hoặc bí mật), cũng gọi là Cao Câu là vị vua thứ 15 của nhà Hạ trong lịch sử Trung Quốc.

## Thân thế
Hạ Cao là con của Khổng Giáp – vua thứ 14 của nhà Hạ.

## Trị vì
Năm 1749 TCN, Khổng Giáp mất, Cao lên nối ngôi.
Trong thời gian trị vì, Hạ Cao đã phục hồi tước vị cho nước chư hầu Thử Vi thị (豕韋) trước đây bị Khổng Giáp truất.
Năm 1738 TCN, Hạ Cao mất. Ông làm vua được 11 năm. Con ông là Hạ Phát lên nối ngôi.